# ルーカ・ゴルラ
ルーカ・ゴルラ（Luca Gorla、1962年8月7日 - ）は、イタリアミラノ出身のピアニスト、コレペティトール。ベルカント・フェスティヴァル（オランダ、ドルトレヒト）元芸術監督。

## 経歴
ヴェローナ音楽院(Conservatorio Dall'Abaco si Verona)、ミラノ大学文学部卒業(Università degli studi di Milano)。ストレーザ国際音楽コンクール優勝をきっかけに、カルロ・ベルゴンツィ、レナータ・テバルディ、レイラ・ゲンチェル、マグダ・オリヴィエーロ、ダニエラ・デッシー、ミレッラ・フレーニ、マリエッラ・デヴィーア、ルチアーナ・セッラ、ラモン・ヴァルガス等著名なオペラ歌手の伴奏者、コレペティトールとしてキャリアを始める。現在ではエリーナ・ガランチャ、ファン・ディエゴ・フローレスなどの一流の現役歌手のレパートリー指導を始め、ミラノ・スカラ座や、ニューヨーク・メトロポリタン歌劇場等のインターナショナルな歌劇場でデビューをひかえた多くの若手オペラ歌手のヴォーカルコーチングに携わっている。
ベルカントオペラの重鎮であった評論家ロドルフォ・チェレッティと指揮者アルベルト・ゼッダのもとでアシスタントを務める。
ローマ歌劇場、トリノ王立劇場、カルロフェリーチェ劇場、コンセルトヘボー、ロッシーニオペラフェスティヴァル等数々の劇場、フェスティヴァルに招聘される。
1981年から1985年ラジオ　ポポラーレRadio Popolareで毎週２時間のクラシック専門番組《Roto Classica》の企画、コメンテーターを務める。
1993年から2004年の11年間オランダ、ドルトレヒト・ベルカント音楽祭(Belcanto Festival Dortrecht)の芸術監督を務める。
指導者としての評価も高く、アカデミア・ヴェルディアーナ（Accademia Verdiana Busseto）アカデミア・ロッシニアーナ（Accademia Rossiniana Pesaro）アカデミア・スポンティーニ（Accademia Spontiana）、ティルブルク音楽院（Conservatorio di Tillburg）、オランダ、ベルカントサマースクール、AsLiCoなど多くの教育機関でコレペティトールを務める。
現在は指揮者ファビオ・ルイージの片腕として、マルティーナフランカ・ヴァッレイトリア音楽祭（Festival della Valle d'itria-Martina Franca）や、故ルチアーノ・パヴァロッティ邸で若手歌手育成にも力をいれている。
　
ミラノ市立音楽院教授（Civica Scuola di Musica Claudio Abbado)、私立ミラノ音楽院教授(Scuola Musicale di Milano)。
ソニークラシック（SONY Classical）やドイツ・グラムフォン各（Deutsche Grammophon）のレコードレーベルのキャスティング、プログラミングアドヴァイザーを務める。
多くのオペラ歌手からも師事を受ける。

## 作品
- スポンティーニ歌曲集 Spomtini:Chamber Songs　V.エスポージト　&　L.ゴルラ（ダイナミック）ASIN B00007JQXZ

## 出版著作
- オペラ事典 Dizionario Dell'OPERA （バルディーニ、カストルディ出版 Baldini & Castoldi）、コンコーネ50番 Concone no.50　序論（リコルディ出版 Ricordi）